# Lista das estrelas mais brilhantes
Lista das estrelas mais brilhantes vistas do planeta Terra, que é determinada por suas magnitudes aparentes no espectro visível. Esta lista não distingue estrelas individuais, mas considera sistemas completos vistos a olho nu (Sírio, por exemplo, é um sistema de estrelas duplo ou múltiplo). Esta distinção é importante pois sistemas múltiplos podem aparecer indistinguíveis (vê-se apenas uma mancha sem resolução para perceber cada astro individualmente), aparentando menor magnitude (maior brilho aparente) do que seus componentes individuais. Por ser uma classificação com base no espectro visível e a partir da Terra, fatores como tamanho da estrela e sua distância não fazem parte do sistema de medidas.
Observações feitas a partir da Terra podem apresentar erros devido à poluição luminosa, umidade, poluição, turbulência, absorção atmosférica etc. Além disso, estrelas podem apresentar alterações aparentes de brilho, por exemplo, por expansões, contrações, resfriamentos, aquecimentos, variações de atividade ou até nuvens de poeira que passem perto do astro.
|     | Nome tradicional             | Constelação          | Magnitude Ap.              | Designação de Bayer | Classificação espectral      | Distância à Terra (anos-luz) |
| --- | ---------------------------- | -------------------- | -------------------------- | ------------------- | ---------------------------- | ---------------------------- |
| 0.  | Sol                          | nenhuma              | -26.74                     | nenhuma             | G2 V                         | 0,000015813                  |
| 1.  | Sírio                        | Cão Maior            | −1.46                      | αCMa                | A0mA1 Va, DA2                | 8,6                          |
| 2.  | Canopus                      | Quilha               | −0.74                      | αCar                | A9 II                        | 310                          |
| 3.  | Alpha Centauri / Rigel Kent  | Centauro             | −0.27 (0.01 + 1.33)        | αCen                | G2 V, K1 V                   | 4,4                          |
| 4.  | Arcturo                      | Boieiro              | −0.05                      | αBoo                | K0 III                       | 37                           |
| 5.  | Vega                         | Lira                 | 0.03 (−0.02–0.07var)       | αLyr                | A0 Va                        | 25                           |
| 6.  | Capela                       | Auriga / Cocheiro    | 0.08 (0.03–0.16var)        | αAur                | K0 III, G1 III               | 43                           |
| 7.  | Rígel                        | Orion                | 0.13 (0.05–0.18var)        | βOri                | B8 Ia                        | 860                          |
| 8.  | Prócion                      | Cão Menor            | 0.34                       | αCMi                | F5 IV-V                      | 11                           |
| 9.  | Achernar                     | Erídano              | 0.46 (0.40–0.46var)        | αEri                | B6 Vep                       | 139                          |
| 10. | Betelgeuse                   | Orion                | 0.50 (0.0–1.6var)          | αOri                | M1-M2 Ia-ab                  | 700                          |
| 11. | Hadar                        | Centauro             | 0.61                       | βCen                | B1 III                       | 390                          |
| 12. | Altair                       | Águia                | 0.76                       | αAql                | A7 V                         | 17                           |
| 13. | Acrux / Estrela de Magalhães | Cruzeiro do Sul      | 0.76 (1.33 + 1.73)         | αCru                | B0.5 IV, B1 V                | 320                          |
| 14. | Aldebarã                     | Touro                | 0.86 (0.75–0.95var)        | αTau                | K5 III                       | 65                           |
| 15. | Antares                      | Escorpião            | 0.96 (0.6–1.6var)          | αSco                | M1.5 Iab-Ib, B2.5 V          | 550                          |
| 16. | Espiga                       | Virgem               | 0.97 (0.97–1.04var)        | αVir                | B1 III-IV, B2 V              | 250                          |
| 17. | Pólux                        | Gêmeos               | 1.14                       | βGem                | K0 III                       | 34                           |
| 18. | Fomalhaut                    | Peixe Austral        | 1.16                       | αPsA                | A3 V                         | 25                           |
| 19. | Deneb                        | Cisne                | 1.25 (1.21–1.29var)        | αCyg                | A2 Ia                        | 2.615                        |
| 20. | Becrux / Mimosa              | Cruzeiro do Sul      | 1.25 (1.23–1.31var)        | βCru                | B0.5 III, B2 V               | 280                          |
| 21. | Regulus                      | Leão                 | 1.39                       | αLeo                | B8 IVn                       | 79                           |
| 22. | Adhara                       | Cão Maior            | 1.50                       | εCMa                | B2 II                        | 430                          |
| 24. | Shaula                       | Escorpião            | 1.62                       | λSco                | B2 IV                        | 570                          |
| 23. | Castor                       | Gêmeos               | 1.62 (1.98 + 2.97)         | αGem                | A1 V, Am                     | 52                           |
| 25. | Gacrux / Rubídea             | Cruzeiro do Sul      | 1.64                       | γCru                | M3.5 III                     | 88                           |
| 26. | Bellatrix                    | Orion                | 1.64                       | γOri                | B2 III                       | 240                          |
| 27. | Alnath                       | Touro                | 1.65                       | βTau                | B7 III                       | 130                          |
| 28. | Miaplacidus                  | Quilha               | 1.69                       | βCar                | A1 III                       | 110                          |
| 29. | Alnilan                      | Orion                | 1.69 (1.64–1.74var)        | εOri                | B0 Ia                        | 1.344                        |
| 30. | Regor                        | Velame               | 1.72 (1.81–1.87var + 4.27) | γ1,2Vel             | WC8, O7.5III                 | 840                          |
| 31. | Alnair                       | Grou                 | 1.74                       | αGru                | B6 V                         | 100                          |
| 32. | Alioth                       | Ursa Maior           | 1.77                       | εUMa                | A1 III-IVp kB9               | 81                           |
| 33. | Alnitak                      | Orion                | 1.77                       | ζOri                | O9.5 Iab, B1 IV, B0 III      | 820                          |
| 34. | Dubhe                        | Ursa Maior           | 1.79                       | αUMa                | K0 III, F0 V                 | 120                          |
| 35. | Mirfak                       | Perseu               | 1.80                       | αPer                | F5 Ib                        | 590                          |
| 36. | Wezen                        | Cão Maior            | 1.82                       | δCMa                | F8 Ia                        | 1.607                        |
| 37. | Sargas                       | Escorpião            | 1.84                       | θSco                | F0 II                        | 270                          |
| 38. | Kaus Australis               | Sagitário / Arqueiro | 1.85                       | εSgr                | B9.5 III                     | 140                          |
| 39. | Avior                        | Quilha               | 1.86                       | εCar                | K3 III, B2 Vp                | 630                          |
| 40. | Alkaid                       | Ursa Maior           | 1.86                       | ηUMa                | B3 V                         | 100                          |
| 41. | Menkalinan                   | Auriga / Cocheiro    | 1.90 (1.89–1.94var)        | βAur                | A1mIV+A1mIV                  | 100                          |
| 42. | Atria                        | Triângulo austral    | 1.91                       | αTrA                | K2 IIb-IIIa                  | 420                          |
| 43. | Alhena                       | Gêmeos               | 1.92                       | γGem                | A1.5 IV+                     | 100                          |
| 44. | Peacock                      | Pavão                | 1.94                       | αPav                | B3 V                         | 180                          |
| 45. | Alsephina                    | Velame               | 1.96 (1.99–2.39var + 5.57) | δVel                | A1 Va(n), F7.5 V             | 80                           |
| 46. | Mirzam                       | Cão Maior            | 1.98                       | βCMa                | B1 II-III                    | 500                          |
| 47. | Alphard                      | Hidra Fêmea          | 2.00                       | αHya                | K3 II-III                    | 180                          |
| 48. | Polaris                      | Ursa Menor           | 1.98 (1.86–2.13var)        | αUMi                | F7 Ib                        | 430                          |
| 49. | Hamal                        | Áries / Carneiro     | 2.00                       | αAri                | K1 IIIb                      | 66                           |
| 50. | Algieba                      | Leão                 | 2.08 (2.37 + 3.64)         | γ1Leo               | K0 III, G7 IIIb              | 130                          |
| 51. | Diphda                       | Monstro Marinho      | 2.02                       | βCet                | K0 III                       | 96                           |
| 52. | Mizar                        | Ursa Maior           | 2.04                       | ζUMa                | A2 Vp, A2 Vp, Am             | 78                           |
| 53. | Nunki                        | Sagitário / Arqueiro | 2.05                       | sigma               | B2.5 V                       | 220                          |
| 54. | Menkent                      | Centauro             | 2.06                       | θCen                | K0 III                       | 61                           |
| 55. | Mirach                       | Andrômeda            | 2.05 (2.01–2.10var)        | βAnd                | M0 III                       | 200                          |
| 56. | Alpheratz                    | Andrômeda            | 2.06                       | αAnd                | B8 IVpMnHg, A3 V             | 97                           |
| 57. | Rasalhague                   | Serpentário          | 2.07                       | αOph                | A5 III                       | 47                           |
| 58. | Kochab                       | Ursa Menor           | 2.08                       | βUMi                | K4 III                       | 130                          |
| 59. | Saiph                        | Orion                | 2.09                       | κOri                | B0.5 Ia                      | 720                          |
| 60. | Denebola                     | Leão                 | 2.11                       | βLeo                | A3 Va                        | 36                           |
| 61. | Algol                        | Perseu               | 2.12 (2.1–3.39var)         | βPer                | B8 V, K0 IV, A7m             | 93                           |
| 62. | Tiaki                        | Grou                 | 2.15 (2.0–2.3var)          | βGru                | M5 III                       | 170                          |
| 63. | Muhilfain                    | Centauro             | 2.17                       | γCen                | A0 III, A0 III               | 130                          |
| 64. | Aspidiske                    | Quilha               | 2.21                       | ιCar                | A9 Ib                        | 690                          |
| 65. | Suhail                       | Velame               | 2.21 (2.14–2.30var)        | λVel                | K4 Ib                        | 570                          |
| 66. | Alphecca                     | Coroa do norte       | 2.23 (2.21–2.32var)        | αCrB                | A0 V, G5 V                   | 75                           |
| 67. | Mintaka                      | Orion                | 2.23 (2.23–2.35var)        | δOri                | O9.5 II, B1 V, B0 IV         | 900                          |
| 68. | Sadr                         | Cisne                | 2.23                       | γCyg                | F8 Iab                       | 1.826                        |
| 69. | Eltanin                      | Dragão               | 2.23                       | γDra                | K5 III                       | 150                          |
| 70. | Shedar                       | Cassiopeia           | 2.24                       | αCas                | K0 IIIa                      | 230                          |
| 71. | Naos                         | Poupa                | 2.25                       | ζPup                | O4 If(n)p                    | 1.076                        |
| 72. | Almach                       | Andrômeda            | 2.26                       | γAnd                | K3 IIb, B9.5 V, B9.5 V, A0 V | 350                          |
| 73. | Caph                         | Cassiopeia           | 2.28 (2.25–2.31var)        | βCas                | F2 III                       | 54                           |
| 74. | Izar                         | Boieiro              | 2.29                       | εBoo                | K0 II-III, A2 V              | 202                          |
| 75. | ---                          | Lobo                 | 2.30 (2.29–2.34var)        | αLup                | B1.5 III                     | 550                          |
| 76. | ---                          | Centauro             | 2.30 (2.29–2.31var)        | εCen                | B1III                        | 380                          |
| 77. | Dschubba                     | Escorpião            | 2.31 (1.6–2.32var)         | δSco                | B0.3 IV, B1-3 V              | 400                          |
| 78. | Larawag                      | Escorpião            | 2.31                       | εSco                | K1 III                       | 65                           |
| 79. | ---                          | Centauro             | 2.35 (2.30–2.41var)        | ηCen                | B1.5 Vne                     | 310                          |
| 80. | Merak                        | Ursa Maior           | 2.37                       | βUMa                | A1 IVps                      | 79                           |
| 81. | Ankaa                        | Fênix                | 2.38                       | αPhe                | K0.5 IIIb                    | 77                           |
| 82. | Girtab                       | Escorpião            | 2.39                       | κSco                | B1.5 III                     | 460                          |
| 83. | Enif                         | Pégaso               | 2.40 (0.7–3.0var)          | εPeg                | K2 Ib                        | 670                          |
| 84. | Scheat                       | Pégaso               | 2.42 (2.31–2.74var)        | βPeg                | M2.5 II-IIIe                 | 200                          |
| 85. | Sabik                        | Serpentário          | 2.43                       | ηOph                | A1 IV, A1 IV                 | 88                           |
| 86. | Phecda                       | Ursa Maior           | 2.44                       | γUMa                | A0 Ve                        | 84                           |
| 87. | Aludra                       | Cão Maior            | 2.45                       | ηCMa                | B5 Ia                        | 2.000                        |
| 88. | Markeb                       | Velame               | 2.46                       | κVel                | B2 IV                        | 540                          |
| 89. | Navi                         | Cassiopeia           | 2.47 (1.6–3.0var)          | γCas                | B0.5 IVe                     | 610                          |
| 90. | Markab                       | Pégaso               | 2.48                       | αPeg                | A0 IV                        | 140                          |
| 91. | Aljanah                      | Cisne                | 2.48                       | εCyg                | K0 III-IV                    | 72                           |
| 92. | Acrab                        | Escorpião            | 2.50                       | βSco                | B0.5 IV-V, B1.5 V, B2 V      | 404                          |